# The Wall Tour
Il The Wall Tour è stato un tour dei Pink Floyd effettuato tra il 7 febbraio 1980 e il 17 giugno 1981 nel quale il gruppo eseguì esclusivamente l'opera rock The Wall (1979). Fu l'ultima serie di concerti del gruppo con Roger Waters e, una volta concluso, divenne un punto di riferimento per gli spettacoli musicali dal vivo.
Vennero effettuate 31 esibizioni in solo due città europee (Londra e Dortmund) e altre due statunitensi (Los Angeles e Uniondale, nei pressi di New York) a causa della complessità dello spettacolo, il quale, per essere rappresentato, necessitava di spazi molto ampi e di attrezzature di scena sofisticate.
Le esibizioni all'Earls Court Exhibition Centre di Londra del 7-9 agosto 1980 e del 13-17 giugno 1981 vennero registrate e pubblicate nel 2000 nell'album dal vivo Is There Anybody Out There? The Wall Live 1980-81.

## Storia

### Ideazione

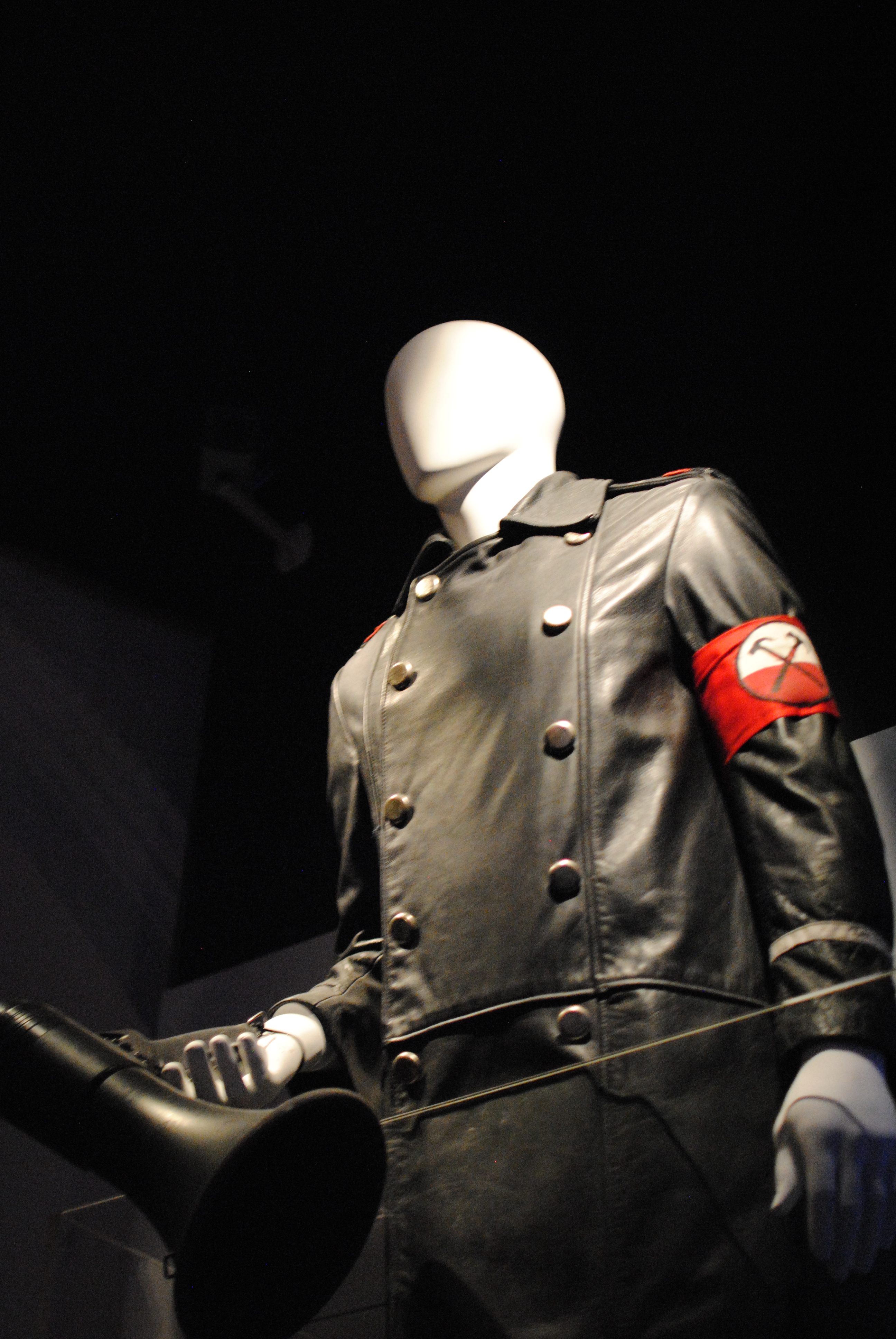
Costume da gerarca di regime indossato da Roger Waters

L'idea del "muro" che separava l'artista dal pubblico venne a Roger Waters durante il precedente tour del gruppo, l'In the Flesh Tour del 1977; questi sentiva infatti che ormai le esibizioni davanti a immense folle adulanti erano diventate insensate, frustranti e prive di alcuna comunicazione con il pubblico. Molti di questi ultimi peraltro sembravano lì soprattutto per bere, urlare e strepitare, più che per ascoltare musica, e Waters inorridiva all'idea che proprio i Pink Floyd avessero concorso a creare quella situazione, per brama di successo e di soldi. In un'occasione egli disse:
Finita la tournée, vista la barriera di incomunicabilità che si era ormai venuta a creare tra loro e il pubblico, Waters pensò che nei successivi concerti si sarebbe dovuto cominciare letteralmente a costruire un muro sul palco, che quando fosse stato completato avrebbe reso impossibile al pubblico vedere o sentire il gruppo e viceversa. Quella sarebbe stata quindi la fine del concerto.
Nei mesi successivi, tra la fine del 1977 e l'inizio del 1978, Waters affinò l'idea iniziale elaborando un ciclo di canzoni sul tema centrale dell'incomunicabilità e aggiungendo numerosi temi autobiografici, come quello relativo alla guerra. Propose poi l'idea al gruppo, che la accettò e da allora venne sviluppata in tre direzioni: album, spettacolo dal vivo e film. Il gruppo, insieme ai produttori Bob Ezrin e James Guthrie modificò, integrò ed eliminò alcune delle idee iniziali di Waters, fino a giungere al progetto definitivo dell'album.
Waters inizialmente aveva per il tour due immagini, «Una era quella di costruire un muro sul palco, l’altra era quella di bombardare il pubblico con qualcosa. Mi piaceva l’idea che le persone fossero al centro dell’azione, anche se come vittime. Mi rendevo conto che c’era qualcosa di macabro e perverso nell’avere un sistema di amplificazione che poteva arrecarti danno, con il pubblico che lottava per sedersi proprio di fronte ad esso in modo da poter essere danneggiato il più possibile. È da lì che cominciò a generarsi l’idea di Pink trasformato in un demagogo nazista». L'idea di "bombardare" il pubblico lasciò perplessi sia il manager Steve O’Rourke che la EMI e quindi alla fine si decise di costruire solo il muro sul palco mentre il gruppo suonava.

### Preparazione
Man mano che le registrazioni per l'album procedevano, si cominciò a pensare allo spettacolo dal vivo, la cui messa in scena sarebbe oltretutto servita come sperimentazione e rampa di lancio per il film. Per occuparsi di tutti i disegni, sculture, animazioni e pupazzi necessari per i concerti e per la pellicola, Waters contattò il fumettista e animatore Gerald Scarfe.
Fu subito chiaro che la messa in scena del progetto sarebbe stata molto complessa a causa della costruzione di un muro di circa 400 o 500 mattoni di cartone da abbattere alla fine di ogni spettacolo, e dalla movimentazione di pupazzi di grandi dimensioni sulla scena. Per semplificare si decise di limitare il numero di tappe a cinque città fra gli USA e l'Europa, facendo numerose repliche dello spettacolo in ognuna di esse. Vennero effettuate alcune settimane di prove a Los Angeles, ma il giorno precedente alla prima assoluta l'impianto luci non era ancora adeguato, così venne assoldato il designer Marc Brickman col compito di mettere tutto a posto nel giro di ventiquattro ore, mentre il precedente tecnico luci venne sollevato dall'incarico.
Il manager Steve O'Rourke ipotizzò che, date le notevoli spese, i costi rischiavano di superare i ricavi, poiché erano stati necessari, per la realizzazione, un milione e mezzo di dollari prima ancora dell'inizio delle esibizioni. In effetti, alla fine il timore di O' Rourke si rivelò fondato in quanto il bilancio finale della tournée fu in perdita.
Durante il tour, i rapporti tra Gilmour, Mason, Waters e Wright erano ai minimi storici: Waters usava un veicolo personale per arrivare ad ogni appuntamento e stava in alberghi separati dagli altri membri della band. Inoltre all'Earls Court i quattro avevano camerini prefabbricati individuali e le entrate di quelli di Waters e Wright guardavano dalla parte opposta al centro. Wright, in effetti, era stato da poco espulso dai Pink Floyd da Waters (era avvenuto durante la fase finale delle registrazioni dell'album), ma aveva comunque accettato di partecipare alla tournée come musicista stipendiato, senza che la cosa fosse nota al pubblico. In questo modo, peraltro, fu l'unico dei quattro a guadagnare qualcosa, poiché (come già accennato) il bilancio della tournée fu in perdita e gli altri membri del gruppo poterono solo suddividersi le spese.
(Richard Wright)
A fine tournée, peraltro, la sua estromissione dal gruppo venne confermata. Wright poté rientrare nei Pink Floyd soltanto quando fu Waters a non farne più parte, in occasione dell'A Momentary Lapse of Reason Tour del 1987.

### Rappresentazione

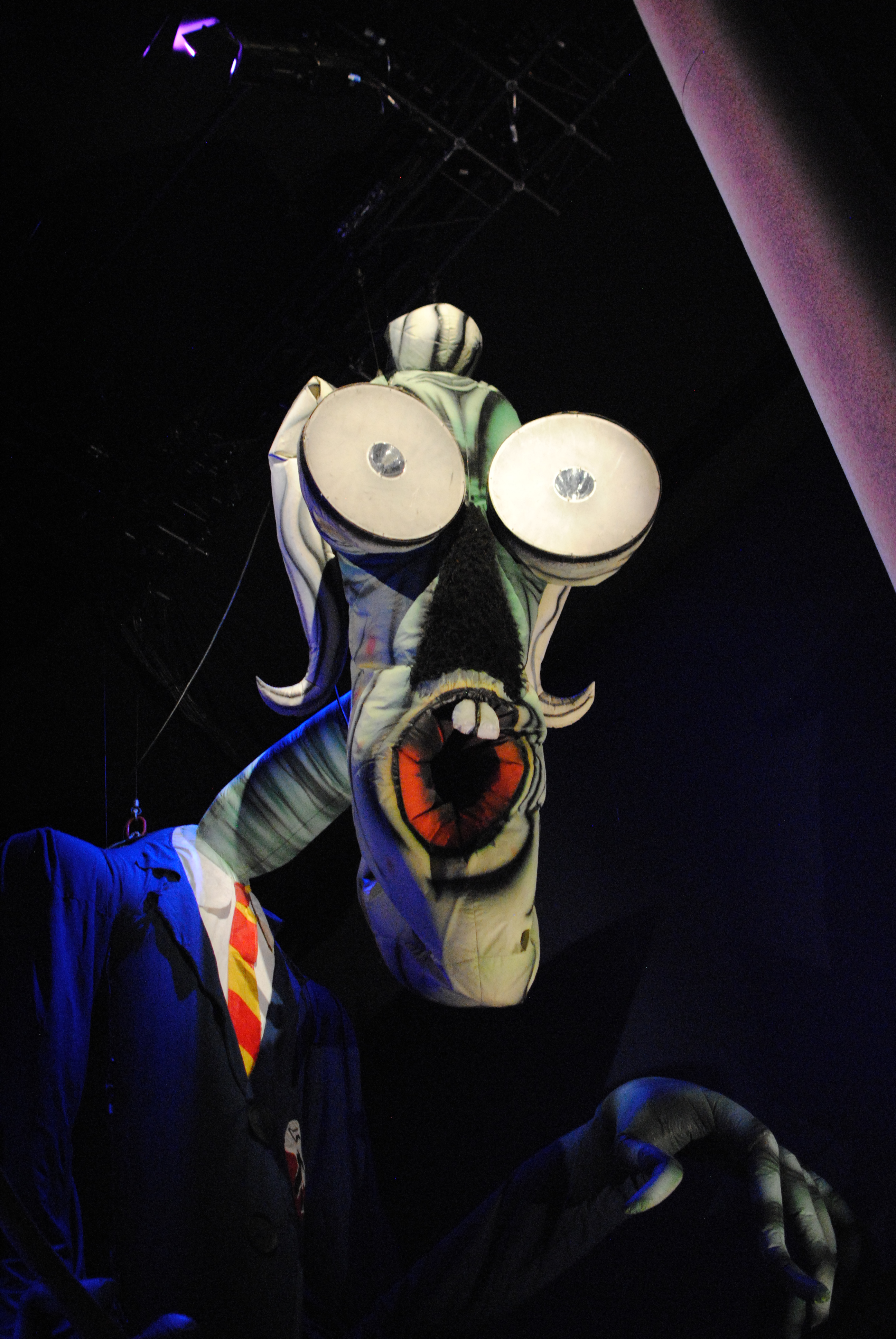
Il pupazzo dell'insegnante

Lo spettacolo cominciava con un personaggio a metà tra un maestro di cerimonie e un disc jockey che dava il benvenuto agli spettatori e annunciava l'inizio dello spettacolo. Cominciava dunque la prima canzone, suonata però non dal gruppo ma da altri musicisti, che si concludeva con lo schianto di un finto aereo nei pressi del palco. Dal secondo pezzo suonavano i veri Pink Floyd e nel corso dello spettacolo apparivano periodicamente alcuni enormi pupazzi (quello della madre in Mother e quelli della moglie e dell'insegnante in Don't Leave Me Now) e venivano proiettati filmati a cartoni animati (due fiori copulanti in Empty Spaces e What Shall We Do Now?, un esercito di martelli in marcia in Waiting for the Worms). Apparivano inoltre filmati di guerra e di Vera Lynn in Vera e Bring the Boys Back Home. Nel frattempo il muro veniva gradualmente costruito, fino ad essere completato durante Goodbye Cruel World.
La seconda parte dello spettacolo cominciava quindi con il muro completato, da cui si apriva una porta che mostrava una stanza d'albergo in Nobody Home. Uno dei momenti topici dello spettacolo era Comfortably Numb, in cui Gilmour suonava i propri assoli dalla cima del muro, con dei grandi riflettori alle spalle. Verso la fine dello spettacolo avveniva il processo (The Trial, con altri filmati), che si concludeva con l'abbattimento del muro. Durante l'ultimo pezzo tutti coloro che avevano suonato (i Pink Floyd e i musicisti di supporto) si presentavano sul palco per i saluti finali. Non vi furono incidenti di rilievo, eccetto che nella prima assoluta, in cui alcuni drappeggi si incendiarono e lo spettacolo dovette essere sospeso per spegnere il fuoco.

## Scaletta
I brani eseguiti comprendevano l'intero album The Wall e due brani inediti aggiuntivi: What Shall We Do Now? e The Last Few Bricks.

### Parte 1

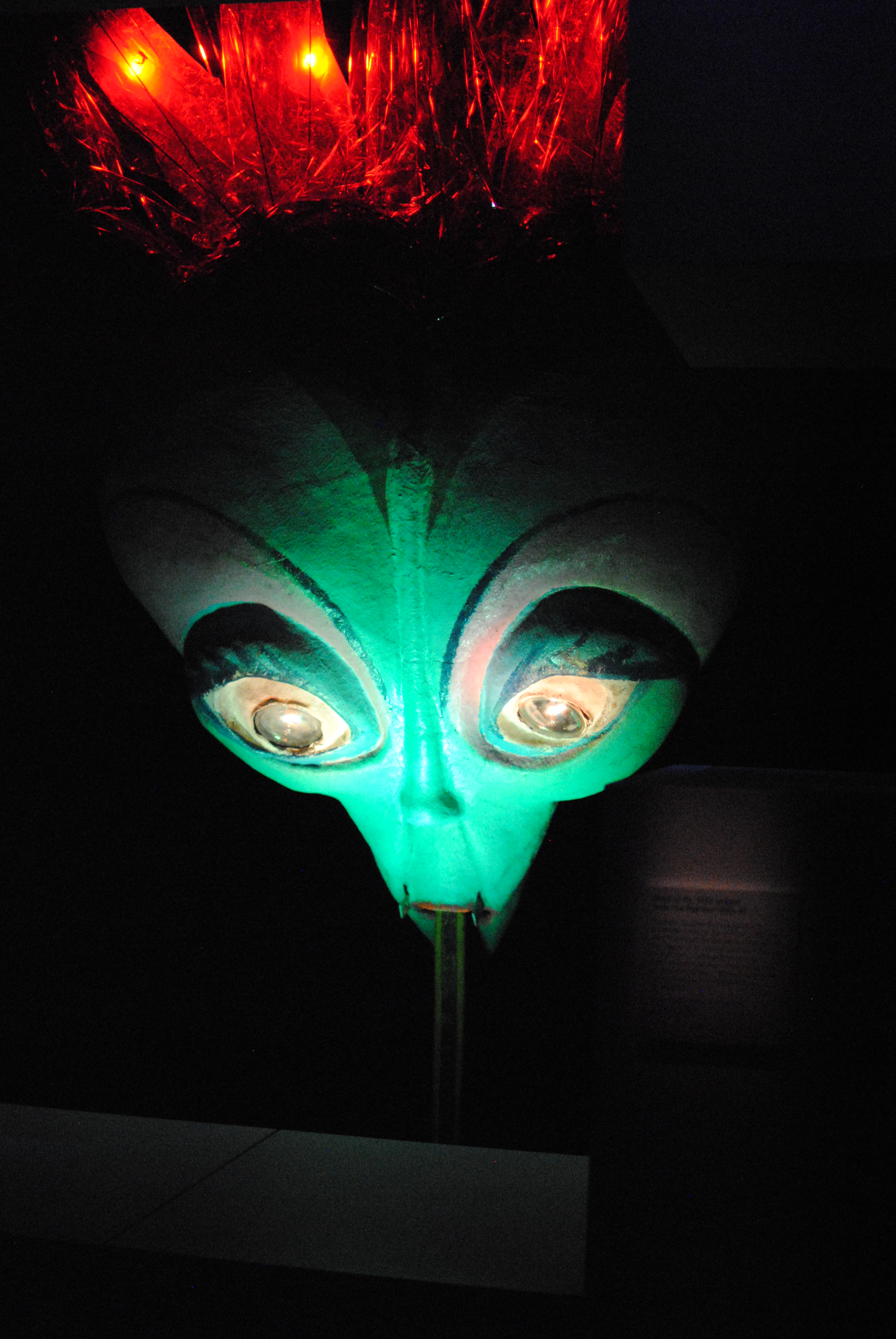
La testa del pupazzo della moglie

1. Introduzione del Maestro di cerimonie
2. In the Flesh?
3. The Thin Ice
4. Another Brick in the Wall (Part I)
5. The Happiest Days of Our Lives
6. Another Brick in the Wall (Part II)
7. Mother
8. Goodbye Blue Sky
9. Empty Spaces
10. What Shall We Do Now?
11. Young Lust
12. One of My Turns
13. Don't Leave Me Now
14. Another Brick in the Wall (Part III)
15. The Last Few Bricks
16. Goodbye Cruel World

### Parte 2
1. Hey You
2. Is There Anybody Out There?
3. Nobody Home
4. Vera
5. Bring the Boys Back Home
6. Comfortably Numb
7. The Show Must Go On
8. Maestro di cerimonie
9. In the Flesh
10. Run Like Hell
11. Waiting for the Worms
12. Stop
13. The Trial
14. Outside the Wall

Testi e musiche di Roger Waters, eccetto Young Lust, Comfortably Numb, Run Like Hell (Waters/Gilmour) e The Trial (Waters/Ezrin).

## Crediti
Principali autori dello spettacolo:
| Scritto e diretto da | Roger Waters                |
| Direttore musicale   | David Gilmour               |
| Scenografia          | Mark Fisher e Jonathan Park |
| Direttore artistico  | Gerald Scarfe               |
| Missaggio audio      | James Guthrie               |

## Accoglienza
Il New York Times affermò:
(The New York Times, 2 marzo 1980)

## Esibizioni
| Data                         | Città                      | Stato                      | Sede                              | Spettatori                 |
| Nord America - prima tappa   | Nord America - prima tappa | Nord America - prima tappa | Nord America - prima tappa        | Nord America - prima tappa |
| ---------------------------- | -------------------------- | -------------------------- | --------------------------------- | -------------------------- |
| 7 febbraio 1980              | Los Angeles                | Stati Uniti d'America      | Los Angeles Memorial Sports Arena | 126 000                    |
| 8 febbraio 1980              | Los Angeles                | Stati Uniti d'America      | Los Angeles Memorial Sports Arena | 126 000                    |
| 9 febbraio 1980              | Los Angeles                | Stati Uniti d'America      | Los Angeles Memorial Sports Arena | 126 000                    |
| 10 febbraio 1980             | Los Angeles                | Stati Uniti d'America      | Los Angeles Memorial Sports Arena | 126 000                    |
| 11 febbraio 1980             | Los Angeles                | Stati Uniti d'America      | Los Angeles Memorial Sports Arena | 126 000                    |
| 12 febbraio 1980             | Los Angeles                | Stati Uniti d'America      | Los Angeles Memorial Sports Arena | 126 000                    |
| 13 febbraio 1980             | Los Angeles                | Stati Uniti d'America      | Los Angeles Memorial Sports Arena | 126 000                    |
| Nord America - seconda tappa |                            |                            |                                   |                            |
| 24 febbraio 1980             | Uniondale                  | Stati Uniti d'America      | Nassau Veterans Memorial Coliseum | 72 500                     |
| 25 febbraio 1980             | Uniondale                  | Stati Uniti d'America      | Nassau Veterans Memorial Coliseum | 72 500                     |
| 26 febbraio 1980             | Uniondale                  | Stati Uniti d'America      | Nassau Veterans Memorial Coliseum | 72 500                     |
| 27 febbraio 1980             | Uniondale                  | Stati Uniti d'America      | Nassau Veterans Memorial Coliseum | 72 500                     |
| 28 febbraio 1980             | Uniondale                  | Stati Uniti d'America      | Nassau Veterans Memorial Coliseum | 72 500                     |
| Europa - prima tappa         |                            |                            |                                   |                            |
| 4 agosto 1980                | Londra                     | Regno Unito                | Earls Court Exhibition Centre     | 120 000                    |
| 5 agosto 1980                | Londra                     | Regno Unito                | Earls Court Exhibition Centre     | 120 000                    |
| 6 agosto 1980                | Londra                     | Regno Unito                | Earls Court Exhibition Centre     | 120 000                    |
| 7 agosto 1980                | Londra                     | Regno Unito                | Earls Court Exhibition Centre     | 120 000                    |
| 8 agosto 1980                | Londra                     | Regno Unito                | Earls Court Exhibition Centre     | 120 000                    |
| 9 agosto 1980                | Londra                     | Regno Unito                | Earls Court Exhibition Centre     | 120 000                    |
| Europa - seconda tappa       |                            |                            |                                   |                            |
| 13 febbraio 1981             | Dortmund                   | Germania Ovest             | Westfalenhallen                   | 132 000                    |
| 14 febbraio 1981             | Dortmund                   | Germania Ovest             | Westfalenhallen                   | 132 000                    |
| 15 febbraio 1981             | Dortmund                   | Germania Ovest             | Westfalenhallen                   | 132 000                    |
| 16 febbraio 1981             | Dortmund                   | Germania Ovest             | Westfalenhallen                   | 132 000                    |
| 17 febbraio 1981             | Dortmund                   | Germania Ovest             | Westfalenhallen                   | 132 000                    |
| 18 febbraio 1981             | Dortmund                   | Germania Ovest             | Westfalenhallen                   | 132 000                    |
| 19 febbraio 1981             | Dortmund                   | Germania Ovest             | Westfalenhallen                   | 132 000                    |
| 20 febbraio 1981             | Dortmund                   | Germania Ovest             | Westfalenhallen                   | 132 000                    |
| Europa - terza tappa         |                            |                            |                                   |                            |
| 13 giugno 1981               | Londra                     | Regno Unito                | Earls Court Exhibition Centre     | 100 000                    |
| 14 giugno 1981               | Londra                     | Regno Unito                | Earls Court Exhibition Centre     | 100 000                    |
| 15 giugno 1981               | Londra                     | Regno Unito                | Earls Court Exhibition Centre     | 100 000                    |
| 16 giugno 1981               | Londra                     | Regno Unito                | Earls Court Exhibition Centre     | 100 000                    |
| 17 giugno 1981               | Londra                     | Regno Unito                | Earls Court Exhibition Centre     | 100 000                    |

## Riprese video
Alcune delle esibizioni del gruppo furono filmate, inizialmente con l'intento di aggiungere tali riprese al film Pink Floyd The Wall, che sarebbe uscito nel 1982. L'idea però venne scartata prima della fine della tournée, decidendo quindi che il film non avrebbe avuto alcuna immagine dei concerti. Per molto tempo peraltro si pensò che tutti i filmati girati fossero di pessima qualità, poiché si riteneva che fosse stato usato un errato tipo di pellicola che aveva reso le riprese troppo scure. Tuttavia nel 2000 il canale TV Channel 4 mostrò il documentario Behind the Wall, dove alcuni minuti di filmato dei concerti apparivano di buona qualità. Nel 2009, poi, Roger Waters affermò di aver scoperto una gran quantità di nuove riprese degli spettacoli e di aver cominciato a montarle. Spiegò che evidentemente i cameramen avevano filmato assai più di quanto fosse stato loro richiesto. Ciononostante, una pubblicazione ufficiale e completa dello spettacolo non fu mai realizzata.